# Francesco Eroli
Francesco Eroli (... – 1540) è stato un vescovo cattolico italiano.

## Biografia
Nipote di Costantino Eroli, gli fu coadiutore e poi successore nel vescovato di Spoleto dal 1500.
Il 1º ottobre 1503 fu tra i co-consacratori principali di papa Pio III, che era stato eletto papa pur non essendo nemmeno presbitero.
Partecipò al Concilio Lateranense V, trattenendosi a Roma, anche se non continuamente, dal 1512 al 1516.
Descritto come osservantissimo della religione e delle norme ecclesiastiche e caritatevole verso i poveri.
Ritrovò le spoglie di San Giovanni, vescovo di Spoleto  e di San Pietro, altro vescovo di Spoleto.
Finì la cappella dell'Assunta nel duomo di Spoleto iniziata dal suo predecessore Costantino Eroli con affreschi di Iacopo Siciliano e Giovanni da Spoleto.
Gli fu data licenza di fare testamento e lasciò molti legati pii. Morì, passati i 70 anni nel 1540.

## Genealogia episcopale
La genealogia episcopale è:
- Vescovo Mariano de Latvo
- Arcivescovo Bartolomeo Flores
- Vescovo Francesco Eroli